# Alstroemeria cunha
Alstroemeria cunha là một loài thực vật có hoa trong họ Alstroemeriaceae. Loài này được Vell. miêu tả khoa học đầu tiên năm 1829.